# Chiesa di San Giuseppe dei Falegnami
La chiesa di San Giuseppe dei Falegnami, già di San Giuseppe a Campo Vaccino, è un luogo di culto cattolico di Roma, sito nel rione Campitelli presso il clivo Argentario, sopra il carcere Mamertino. È rettoria e rientra all'interno del territorio della parrocchia di San Marco Evangelista al Campidoglio.
Su questa chiesa insiste la diaconia di San Giuseppe dei Falegnami, istituita il 18 febbraio 2012.

## Storia

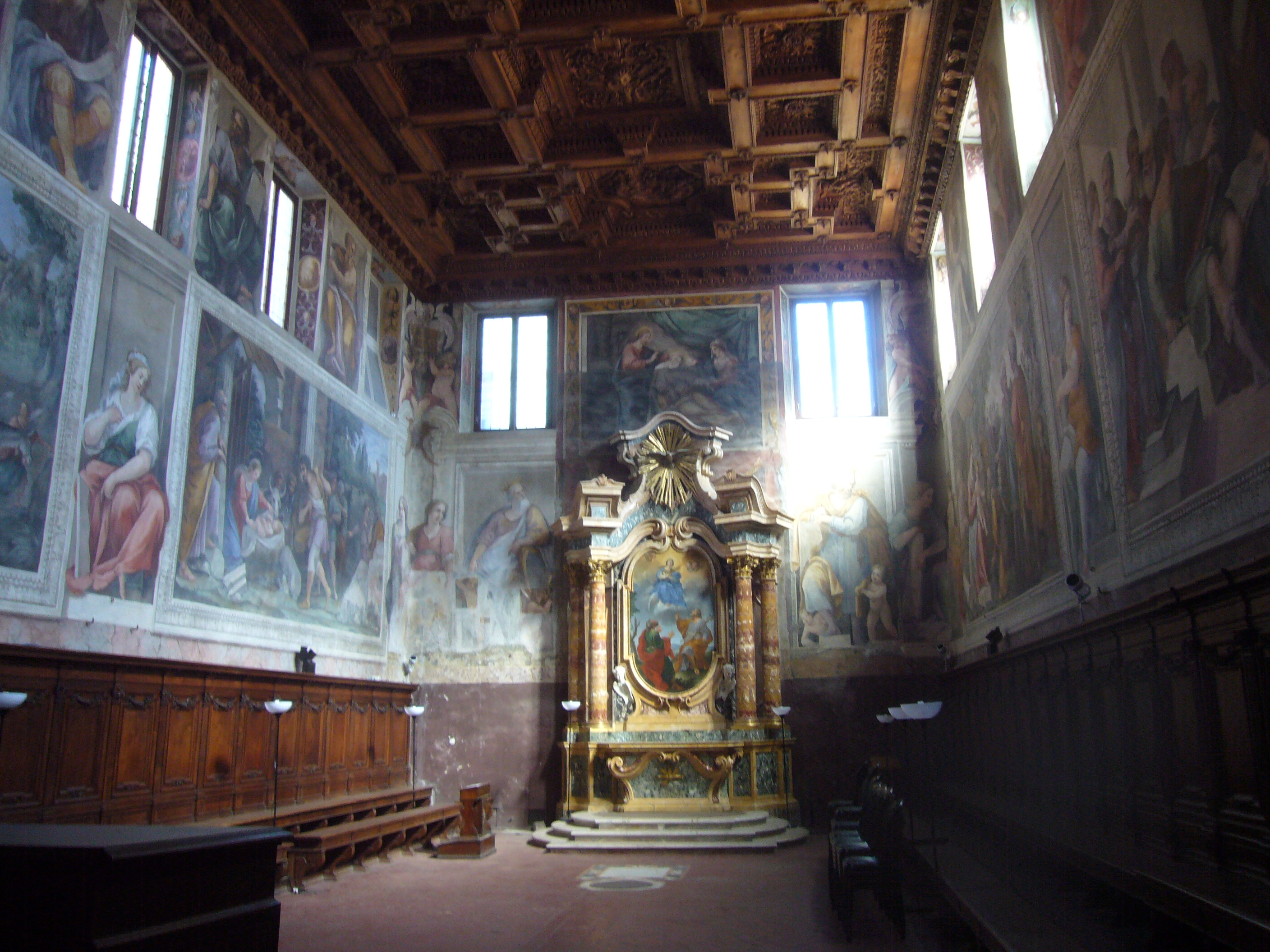
L'oratorio dell'Arciconfraternita dei Falegnami

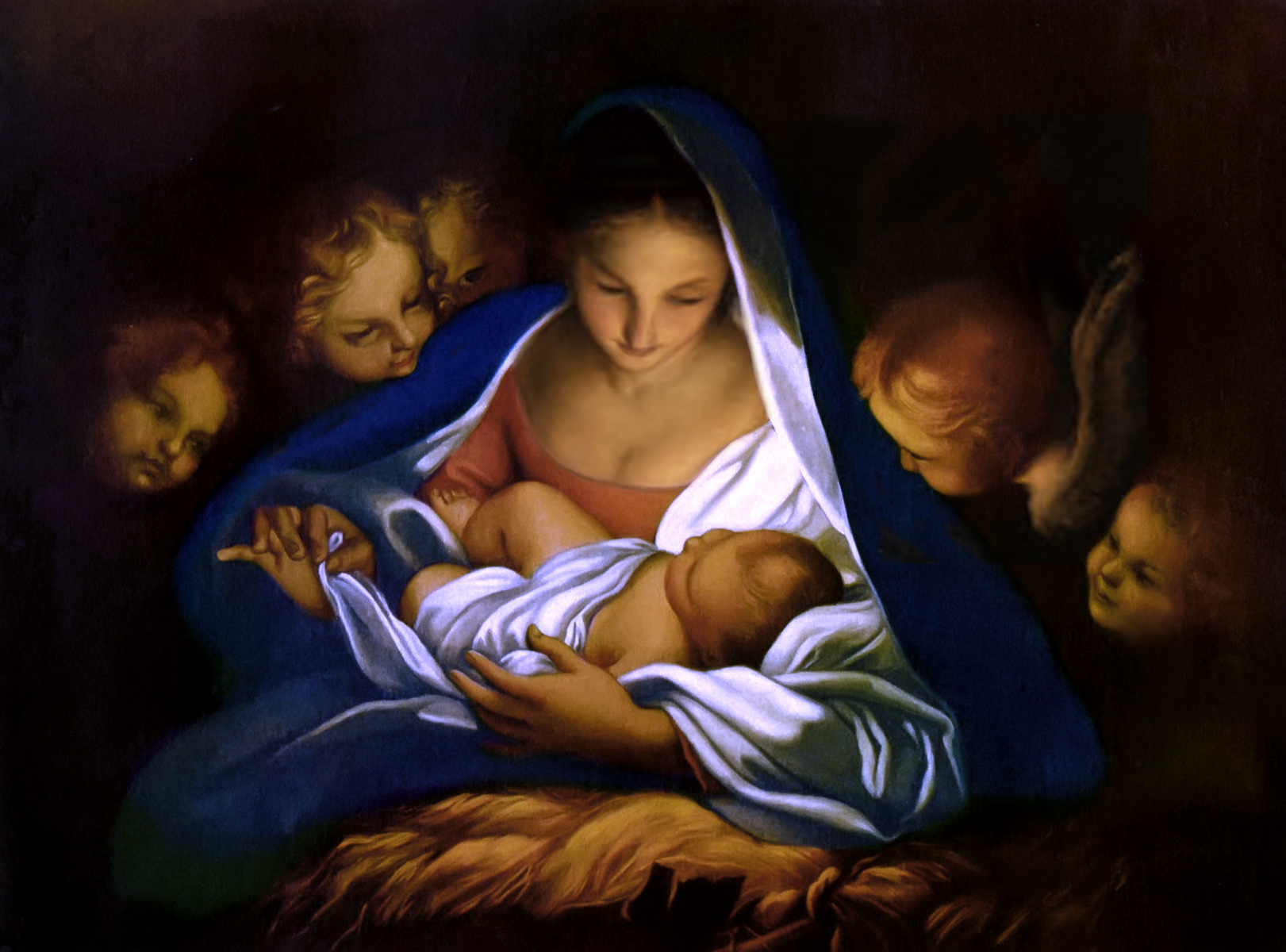
Natività di Carlo Maratta (1651)

La Congregazione dei Falegnami prese in affitto la chiesa di San Pietro in Carcere, situata all'interno del carcere Mamertino, nel 1540, per svolgere riunioni e funzioni religiose. Tuttavia sul finire del XVI secolo, nel 1597, vista l'inadeguatezza dell'edificio, fece iniziare i lavori di realizzazione di una nuova chiesa, più ampia e spaziosa, che sarebbe stata dedicata al patrono dei falegnami, San Giuseppe. Risulta che la congregazione a metà del '500 avesse già costruito una chiesa sulla preesistente dedicata a San Pietro, tuttavia non risultano fonti iconografiche che mostrino l'aspetto originario dell'edificio.
I lavori di realizzazione furono posti sotto la supervisione dell'architetto Giacomo Della Porta, allora architetto del Municipio Romano, e alla sua morte, nel 1602, sotto la supervisione di Giovan Battista Montano, che progettò la facciata dell'edificio completata proprio in quell'anno. Alla morte di Montano, i lavori furono proseguiti dall'allievo Giovanni Battista Soria, che supervisionò l'ampliamento dell'oratorio e la costruzione della sagrestia. Infine nel 1657 la compagnia decise di affidare il completamento all'architetto Antonio Del Grande.
La chiesa fu completata nel 1663 e consacrata l'11 novembre dello stesso anno. Nel 1880 iniziarono i lavori di restauro dell'edificio, sotto la direzione dell'architetto Antonio Parisi, che diedero alla chiesa una nuova abside, modificando inoltre le decorazioni interne. Il restauro terminò nel 1884. Nel 1932 inoltre fu modificata la piazza antistante alla chiesa, al fine di facilitare l'accesso al carcere sottostante, ponendo la chiesa in posizione rialzata rispetto al piano stradale.
Alle ore 14:59 del 30 agosto 2018, una larga porzione del tetto è crollata, rendendo inagibile la chiesa e provocando la perdita del soffitto ligneo dell'edificio; l'incidente, che non ha provocato feriti, ha anche portato alla traslazione temporanea delle opere all'interno della chiesa al fine di preservarle. I lavori di restauro si sono conclusi il 20 marzo 2020, tuttavia la riapertura, prevista inizialmente in occasione della festa del papà, è stata rinviata per non violare le misure adottate dal governo italiano contro la pandemia di COVID-19 del 2020 in Italia.

## Descrizione

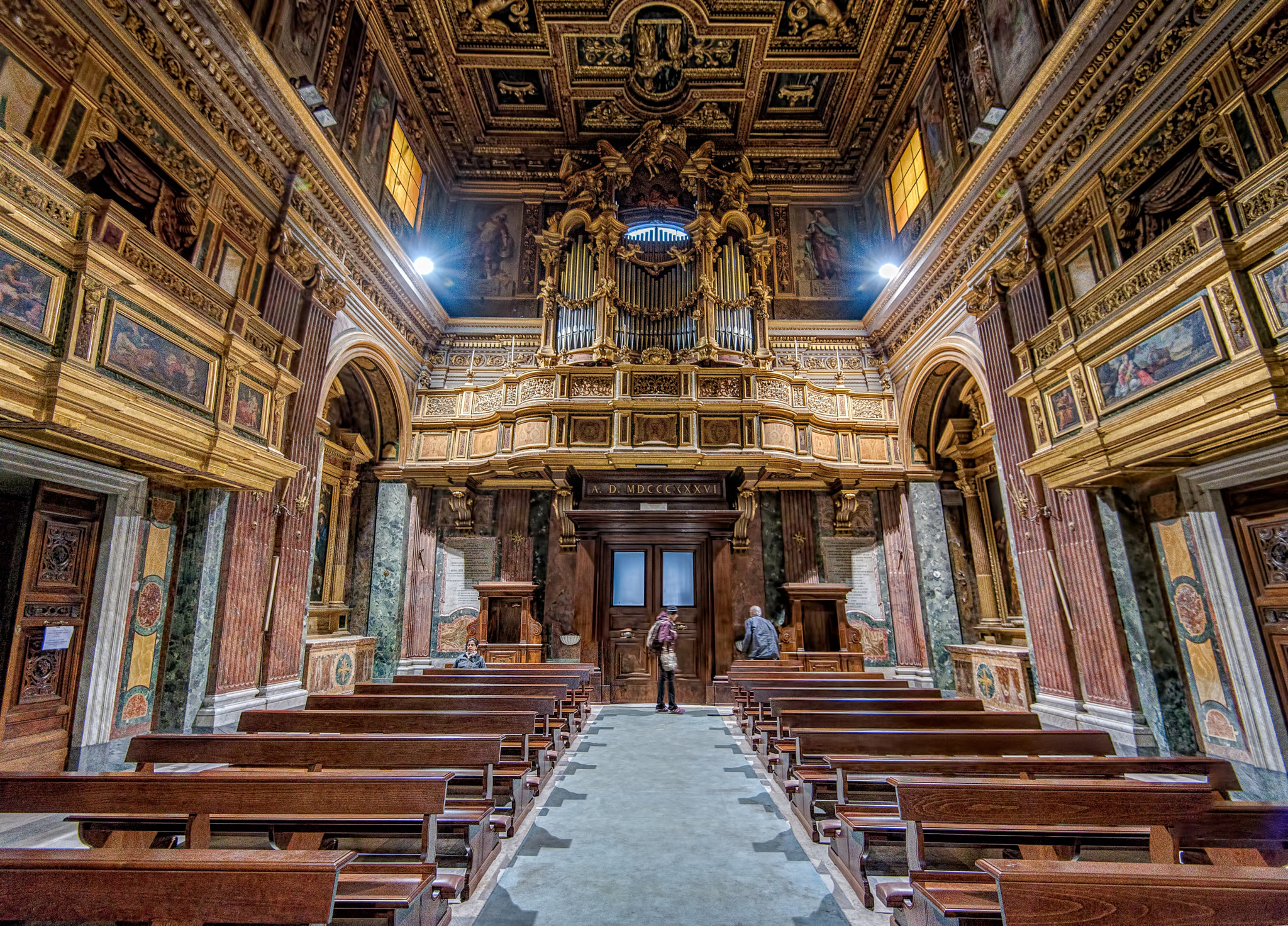
Interno verso la controfacciata

La chiesa si trova sul clivus Argentarius al di sopra del carcere Mamertino, posto a partire dagli anni '30 a livello della strada, nei pressi del Foro Romano, nel rione Campitelli.
La facciata dell'edificio, rivolta verso la vicina chiesa dei Santi Luca e Martina, è a due ordini sovrapposti, arricchita da volute e sormontata da un timpano tripartito. Il disegno della facciata risulta alterato rispetto al progetto originale a causa dell'eliminazione delle due rampe d'ingresso parallele alla facciata, eliminate nel corso del rifacimento dello spiazzo antistante negli anni '30.
L'interno è a navata unica con due cappelle per lato, la cui decorazione risale al restauro del XIX secolo. Il soffitto ligneo cassettonato era decorato con lamine d'oro ed era stato realizzato intorno al 1611 da Giovan Battista Montano, direttore di una bottega di ebanisti, nonché supervisore dei lavori dal 1602 al 1621. Il soffitto è stato gravemente danneggiato dal crollo del 2018, tuttavia, analogamente a quanto fatto per la basilica di San Francesco d'Assisi, si è proceduto al recupero dei materiali, restaurando quanto sopravvissuto e ricostruendo con gli stessi materiali ciò che era andato perduto.
Sulla cantoria della controfacciata si trova l'organo a canne della chiesa a due manuali e trasmissione elettrica, costruito dalla ditta Migliorini nel XX secolo per sostituire l'originale di Filippo Testa. La cassa lignea entro cui è racchiuso, opera di Giovan Battista Vannelli, risale invece al 1713 ed è stata dorata nel 1719, fungendo inoltre da cornice per la tela Gloria di angeli di Angelo Maccaroni (1883).
Annessi alla chiesa vi sono un oratorio, sempre con soffitto ligneo a cassettoni, e la cappella del Crocisfisso, risalente al XVI secolo e posta tra la chiesa e il sottostante carcere.
Tra le opere più notevoli da ricordare, una Natività opera di Carlo Maratta (1651).